# Hintertharren
Hintertharren ist ein Gemeindeteil von Bernbeuren im oberbayerischen Landkreis Weilheim-Schongau.
Die Einöde liegt circa einen Kilometer südlich von Bernbeuren.

## Baudenkmäler

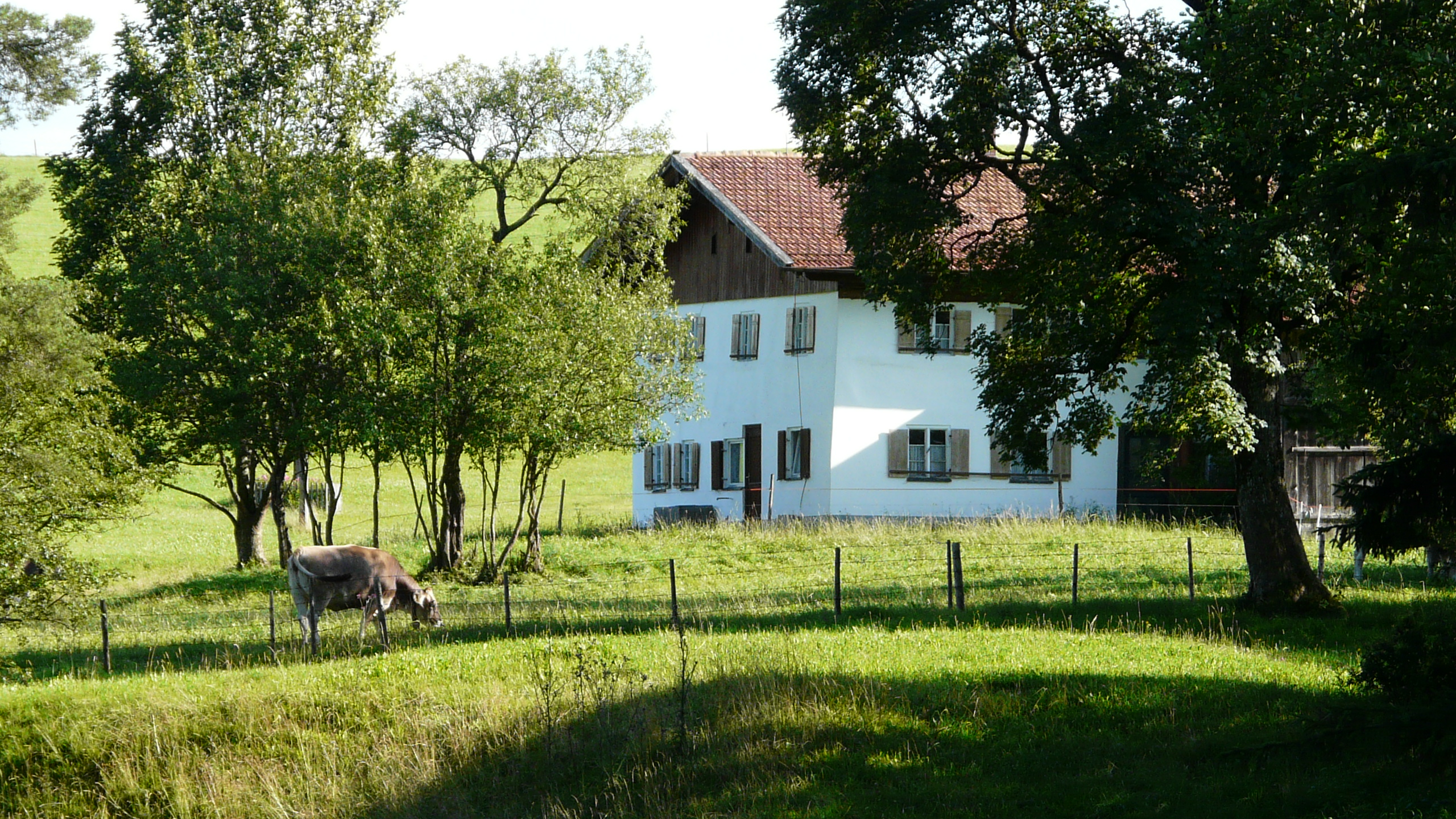
Haus Nr. 1 in Hintertharren

Siehe: Liste der Baudenkmäler in Bernbeuren#Andere Ortsteile
- Haus Nr. 1, Einfirsthof, wohl um 1812